# Tacana (taal)
Tacana is een westelijke Tacanataal gesproken door zo'n 1.800 Tacana in Bolivia op een totale etnische bevolking van 5.000.
De sprekers van het Takana leven in het bos langs de rivieren  Beni en  Madre de Dios. Talloze nu uitgestorven dialecten worden tot het Tacana gerekend: Ayaychuna, Babayana, Chiliuvo, Chivamona, Idiama (Ixiama), Pamaino, Pasaramona, Saparuna, Siliama, Tumupasa (Maracani), Uchupiamona, Yabaypura en Yubamona.